# Gesty liturgiczne
Gesty w liturgii – gesty czynione rękami, które mają bardzo wielką wagę w liturgii chrześcijańskiej. Ruch rąk (czyli narzędzi pracy, współdziałania między ludźmi) wyraża ludzkie uczucia.

## Gesty w liturgii Kościoła katolickiego obrządku łacińskiego

### Zwyczajna forma rytu rzymskiego(Novus Ordo Missae)
Gesty czynione przez wszystkich zgromadzonych
- Znak krzyża – wyraża odkupienie, jest znakiem wiary, przypomina, że chrześcijanin ma krzyżować z Chrystusem siebie samego i naśladować Go w Jego bolesnej drodze. Czyniony tylko na początku i końcu Mszy Świętej, oraz w czasie pokropienia wodą święconą, zastępującego akt pokuty. Przed odczytaniem Ewangelii czyni się mały Znak krzyża.

- Pochylenie głowy – ciało pozostaje wyprostowane, a lekko skłania się tylko głowę. Ręce powinny być złożone. Podczas liturgii, lekki skłon głowy wykonuje się:

1. gdy wypowiada się formułę Chwała Ojcu i Synowi...,
2. podczas wymawiania imion: Jezusa Chrystusa, Najświętszej Maryi Panny i świętego, na którego cześć odprawia się Mszę św. lub Liturgię Godzin,
3. usługujący czynią skłon głowy przed Celebransem, gdy podchodzą do niego, aby spełnić wobec niego posługę (np. z ampułkami, lavabo, księgą...), oraz gdy odchodzą po jej spełnieniu,
4. przyjmując błogosławieństwo.

- Pochylenie ciała – wykonywany głęboko, pochylając głowę wraz z tułowiem – od pasa w górę, a ręce się składa. Wykonywane jest:

1. gdy przecina się oś ołtarza – od momentu rozpoczęcia Mszy Świętej do momentu Przeistoczenia oraz po zakończeniu Komunii Świętej,
2. podczas mówienia słów o tajemnicy Wcielenia podczas Wyznania wiary, tj. na słowa I za sprawą Ducha Świętego przyjął ciało z Maryi Dziewicy, i stał się człowiekiem; lub – gdy podczas Mszy dla dzieci odmawiany jest Skład Apostolski – na słowa  ...który się począł z Ducha świętego, narodził się z Maryi Panny...,
3. przed przystąpieniem do Komunii Świętej (gdy nie jest możliwe przyklęknięcie).

Zasadniczo nie czyni się żadnych ukłonów podczas momentu Podniesienia. W tym momencie odpowiednią postawą jest wpatrzenie się w Chrystusa Eucharystycznego i wzbudzenia wiary w Jego realne przeistoczenie. Dopuszczalne jest wykonanie ukłonu podczas przyklęknięcia Celebransa.
- Przyklęknięcie – wyraża na zewnątrz wolę i pragnienie człowieka, aby Bogu oddać cześć, aby zbliżając się do Niego przywitać Go lub pożegnać w sposób najbardziej właściwy. Należy pamiętać, że przyklękać należy zawsze na prawe kolano i nie może być to gest uczyniony w pośpiechu. Nie wykonuje się przy tym geście żadnych innych znaków (w szczególności Znaku krzyża). Przyklęknięcie wykonuje się:

1. przed Najświętszym Sakramentem,
2. podczas przechodzenia przed tabernakulum – poza Mszą Świętą,
3. podczas przechodzenia przed ołtarzem – od momentu Przeistoczenia do zakończenia Komunii Świętej,
4. przed krzyżem, ale w okresie: od Wielkiego Piątku, do rozpoczęcia Wigilii Paschalnej,
5. przed przystąpieniem do Komunii Świętej, gdy stoi się za przyjmującym Najświętszy Sakrament,
6. podczas odmawiania Wyznania wiary w uroczystości Bożego Narodzenia i Zwiastowania Pańskiego na słowa I za sprawą Ducha Świętego przyjął ciało z Maryi Dziewicy i stał się człowiekiem, oraz podczas odczytywania w Wielki Piątek opisu Męki Pańskiej z Ewangelii Św. Jana po słowach I skłoniwszy głowę wyzionął ducha (patrz: Liturgia Męki Pańskiej).

- Bicie się w piersi – gest wyrażający skruchę, przyznanie się do winy, oraz uznanie swojej niedoskonałości. Podczas Mszy świętej gest ten występuje tylko raz – podczas pierwszej formy aktu pokuty (Spowiedzi powszechnej) na słowa moja wina, moja wina, moja bardzo wielka wina.

- Znak pokoju – zwany również pocałunkiem pokoju. Jest oznaką braterstwa, pokoju, a to pojednanie z braćmi jest oznaką pojednania z Mistycznym Ciałem Chrystusa. Przekazywany – zależnie od miejscowego zwyczaju – bądź przez ukłon, bądź przez  podanie ręki, lecz tylko najbliższym osobom. Wykonywany jest po Modlitwie Ojcze nasz. Podczas przekazywania znaku pokoju wymawia się formułę Pokój z Tobą lub Pokój Pański niech zawsze będzie z tobą. Błędem jest wypowiadanie przez całe zgromadzenie aklamacji Pokój wam wszystkim.

- Złożenie rąk – gest obecny przez większą część liturgii. Dłonie spoczywają na wysokości klatki piersiowej; złożone są bądź w sposób „romański” (przylegają do ciała, palce splecione, kciuki skrzyżowane), bądź też w sposób „gotycki” (są wzniesione ku górze, palce złączone i wyprostowane, kciuki skrzyżowane). Oznacza wzniesienie własnej duszy do Boga, oddanie Mu czci, a także całkowite poddanie się Jego woli i miłości.

Gesty czynione przez Celebransa
- Znak krzyża

1. przed rozpoczęciem Mszy Świętej w modlitwie ze służbą liturgiczną, na słowa Wspomożenie nasze w imieniu Pana,
2. na początku Mszy Świętej, czyniąc Znak krzyża nad ludem,
3. przed odczytaniem Ewangelii (mały Znak krzyża oraz Znak krzyża na Ewangeliarzu),
4. podczas odmawiania Modlitwy eucharystycznej, czyniąc w ściśle określonym momencie Znak krzyża nad darami ofiarnymi,
5. podczas odmawiania Kanonu Rzymskiego, na słowa ...otrzymali obfite błogosławieństwo i łaskę podczas drugiej modlitwy wstawienniczej.
6. podczas błogosławieństwa końcowego, czyniąc Znak krzyża nad ludem.

- Pochylenie głowy

1. gdy wypowiada się formułę Chwała Ojcu i Synowi...,
2. podczas wymawiania imion: Jezusa Chrystusa, Najświętszej Maryi Panny i świętego, na którego cześć odprawia się Mszę św. lub Liturgię Godzin.

- Pochylenie ciała

1. przed rozpoczęciem i po zakończeniu Mszy Świętej przed ołtarzem – gdy nie ma tabernakulum z Najświętszym Sakramentem w jednej linii za ołtarzem,
2. gdy przystępuje się do ołtarza i odchodzi od ołtarza, lub przecina jego oś przechodząc – od momentu rozpoczęcia Mszy Świętej do momentu Przeistoczenia oraz po zakończeniu Komunii Świętej,
3. podczas modlitwy przed Ewangelią (Wszechmogący Boże, oczyść serce i usta moje...), gdy stoi przed Ołtarzem,
4. diakon czyni głęboki ukłon przed Celebransem, gdy prosi go o błogosławieństwo przed wygłoszeniem Ewangelii,
5. podczas mówienia słów o tajemnicy Wcielenia podczas Wyznania wiary, tj. na słowa I za sprawą Ducha Świętego przyjął ciało z Maryi Dziewicy, i stał się człowiekiem; lub – gdy podczas Mszy dla dzieci odmawiany jest Skład Apostolski – na słowa  ...który się począł z Ducha świętego, narodził się z Maryi Panny...,
6. podczas modlitwy w czasie przygotowania darów (Przyjmij nas, Panie, stojących przed Tobą...),
7. podczas wymawiania słów konsekracji.

- Przyklęknięcie

1. przed Najświętszym Sakramentem,
2. przed rozpoczęciem i po zakończeniu Mszy Świętej przed tabernakulum,
3. gdy przystępuje się do ołtarza i odchodzi od ołtarza, lub przecina jego oś przechodząc – od momentu Przeistoczenia do zakończenia Komunii Świętej,
4. podczas odmawiania Wyznania wiary w uroczystość Bożego Narodzenia i Zwiastowania Pańskiego na słowa I za sprawą Ducha Świętego przyjął ciało z Maryi Dziewicy, i stał się człowiekiem, oraz podczas odczytywania w Wielki Piątek opisu Męki Pańskiej z Ewangelii Św. Jana po słowach I skłoniwszy głowę wyzionął ducha,
5. dwukrotnie podczas Przeistoczenia,
6. bezpośrednio po Łamaniu chleba (podczas śpiewu Baranku Boży),
7. po schowaniu Najświętszego Sakramentu do tabernakulum po Komunii.

- Bicie się w piersi

1. podczas pierwszej formy aktu pokuty (Spowiedzi powszechnej) na słowa moja wina, moja wina, moja bardzo wielka wina,
2. podczas odmawiania Kanonu Rzymskiego, na słowa Również nam, Twoim grzesznym sługom... podczas drugiej modlitwy wstawienniczej.

- Znak pokoju – przekazuje poprzez podanie ręki bądź – w stosunku do Koncelebransa – znak pokoju, symbolizujący znak pocałunku: kapłani chwytają siebie za łokcie i skłaniają głową. Podczas przekazywania znaku pokoju wymawia formułę Pokój z Tobą lub Pokój Pański niech zawsze będzie z tobą.

- Rozłożenie rąk – oznacza, że słowa te kierowane są do Boga. Celebrans rozkłada ręce podczas odmawiania modlitw mszalnych (Kolekty, kończąc Modlitwę powszechną, Modlitwy nad darami, Modlitwy eucharystycznej, Modlitwy Pańskiej, Modlitwy po komunii). Gest ten wykonuje Celebrans zwracając się do zgromadzonych wiernych, gdy pozdrawia ich w imieniu Pana oraz uświadamia im obecność Najwyższego. Gest rozłożonych rąk jest zarezerwowany wyłącznie dla Celebransa; poważnym błędem jest wykonywanie go przez wiernych (szczególnie podczas Modlitwy Ojcze nasz).

- Nałożenie rąk – gest epiklektyczny, czyli przyzywającym mocy Ducha Świętego dla dokonania pewnych działań, czynności. Ma na celu proszenie o wylanie Ducha Świętego, o uzdrawiające działanie Boże, o przekazanie władzy kapłańskiej, oraz połączony z modlitwą jest egzorcyzmem. Występuje podczas:

1. bierzmowania,
2. udzielania święceń kapłańskich,
3. chrztu świętego,
4. namaszczenia chorych.

- Obmycie rąk – symbol obmycia moralnego, dotyczącego czystości od grzechu i niesprawiedliwości. Występuje podczas przygotowania darów (Lavabo).

### Nadzwyczajna forma rytu rzymskiego(Forma extraordinaria)
Gesty czynione przez wszystkich zgromadzonych
- Znak krzyża

1. podczas obrzędu Aspersji przed rozpoczęciem Mszy Świętej,
2. podczas rozpoczynania przez Celebransa Mszy Świętej,
3. podczas słów Adjutorium nostrum in nomine Domini (Wspomożenie nasze...),
4. podczas odmawiania modlitwy następującej po Spowiedzi ogólnej (Indulgentiam, absolutionem et remissionem...),
5. podczas słów Cum Sancto Spiritu kończących śpiew/recytację Gloria in excelsis Deo (Chwała na wysokości),
6. mały znak krzyża przed odczytaniem Ewangelii,
7. podczas słów Et vitam venturi saeculi kończących śpiew/recytację Credo (Wyznania wiary),
8. podczas słów Benedictus qui venit śpiewanych/recytowanych w Sanctus, Sanctus, Sanctus (Święty, Święty, Święty),
9. podczas błogosławieństwa na zakończenie Mszy Świętej.

- Pochylenie głowy

1. gdy wypowiada się formułę Gloria Patri, et Filio, et Spiritui Sancto...,
2. podczas wymawiania imion: Iesus Christus, Beata Virgo Maria i świętego, na którego cześć odprawia się Mszę św. lub Liturgię Godzin,
3. podczas odmawiania Spowiedzi ogólnej,
4. podczas wezwań Celebransa do modlitwy Oremus,
5. podczas słów Adoramus te, Gratias agimus tibi, suscipe deprecationem nostram śpiewanych/recytowanych w Gloria in excelsis Deo,
6. podczas słów Deo, simul adoratur śpiewanych/recytowanych w Credo,
7. podczas słów Gratias agamus podczas Praefatio,
8. podczas słów Sanctus w śpiewie/recytacji Sanctus, Sanctus, Sanctus,
9. przyjmując błogosławieństwo.

Nie powinno czynić się żadnych ukłonów podczas momentu Podniesienia.
- Przyklęknięcie

1. przed Najświętszym Sakramentem,
2. gdy przechodzimy przed tabernakulum i ołtarzem zarówno poza Mszą Świętą jak i w jej trakcie,
3. przed krzyżem, ale w okresie: od Wielkiego Piątku, do rozpoczęcia Wigilii Paschalnej,
4. podczas obrzędów wstępnych Mszy Św. (Psalm wstępny oraz Spowiedź powszechna),
5. podczas słów Et incarnatus est... Et homo factus est śpiewanych/recytowanych w Credo,
6. postawa klęcząca obejmuje całą Modlitwę Eucharystyczną (tj. od zakończenia śpiewu/recytacji Sanctus, Sanctus, Sanctus do zakończenia przez Celebransa Modlitwy słowami Per omnia saecula saeculorum),
7. postawa klęcząca obejmuje Modlitwy przed komunią i Komunię (tj. od zakończenia śpiewu/recytaci Agnus Dei do momentu schowania Najświętszego Sakramentu w tabernakulum),
8. podczas przyjmowania Komunii Świętej,
9. podczas słów Et verbum caro factum est czytanych w ostatniej ewangelii (Początek Ewangelii Jana).

- Bicie się w piersi

1. podczas odmawiania Spowiedzi ogólnej przy słowach mea culpa, mea culpa, mea maxima culpa,
2. można wykonywać jedno uderzenie w piersi podczas Modlitwy Eucharystycznej, na słowa kapłana Nobis quoque peccatoribus,
3. podczas śpiewu/recytacji Agnus Dei na słowa miserere nobis oraz dona nobis pacem,
4. podczas Komunii wiernych na słowa Domine, non sum dignus (Panie nie jestem godzien).

Brak jest jakichkolwiek podstaw aby wykonywać gest bicia się w piersi podczas Przeistoczenia. Należy zwrócić uwagę, że podczas śpiewu Agnus Dei nie należy bić się w piersi na słowo Baranek Boży lecz na zmiłuj się nad nami, co jednoznacznie wskazuje na grzeszną naturę człowieka.
Gesty czynione przez Celebransa
- Znak krzyża – kapłan czyni znak krzyża w tych samych momentach co zgromadzeni, ponadto dodatkowo czyni go:

1. znak krzyża pateną z chlebem nad korporałem, znak krzyża nad wodą przy przygotowaniu wina i wody, znak krzyża kielichem nad korporałem oraz znak krzyża nad ofiarami w Offertorium (Ofiarowanie darów) przy słowach et benedic,
2. przy błogosławieństwie kadzidła czyniąc znak krzyża nad trybularzem,
3. podczas odmawiania Modlitwy Eucharystycznej, nad darami przed oraz po Konsekracji nad Krwią i Ciałem, około 20 razy w ściśle określonych momentach,
4. żegna się podczas drugiej modlitwy wstawienniczej,
5. podczas odmawiania doksologii, czyniąc pięciokrotnie znak krzyża Hostią nad kielichem,
6. czyniąc na sobie znak krzyża pateną podczas modlitwy Libera Nos tuż po modlitwie Pater Noster,
7. czyniąc trzykrotnie znak krzyża fragmentem Najświętszego Sakramentu nad kielichem podczas obrzędu Łamania chleba i wymawiania Pax Domini sit semper vobiscum (Pokój Pański niech będzie zawsze z wami),
8. czyniąc znak krzyża Najświętszym Sakramentem tuż przed przyjęciem go.

- Pochylenie głowy – kapłan czyni w tych samych momentach co wszyscy

- Pochylenie ciała

1. gdy odmawia Spowiedź ogólną,
2. lekko pochyla się podczas modlitw po Spowiedzi ogólnej (poczynając od Deus, tu conversus vivficabis noc),
3. podczas modlitwy przed Ewangelią,
4. podczas polecenia ofiar Trójcy Świętej w Offertorium,
5. podczas odmawiania słów Sanctus, Sanctus, Sanctus,
6. podczas rozpoczęcia odmawiania Kanonu,
7. podczas Konsekracji chleba i wina wymawiając słowa Konsekracji,
8. podczas odmawiania drugiej modlitwy wstawienniczej,
9. podczas recytacji Agnus Dei,
10. lekko pochyla się odmawiając modlitwy przed Komunią,
11. podczas przyjmowania Najświętszego Sakramentu.

Wszelkie ukłony Celebrans czyni w kierunku tabernakulum lub Najświętszego Sakramentu.
- Przyklęknięcie – kapłan wykonuje w tych samych momentach co zgromadzeni wierni. Ponadto przyklęka:

1. za każdym razem podchodząc i odchodząc od ołtarza,
2. za każdym razem przechodząc przed tabernakulum,
3. po wypowiedzeniu słów Konsekracji oraz po Podniesieniu podczas Kanonu,
4. przed zakończeniem odmawiania Kanonu,
5. po Łamaniu chleba,
6. podczas Komunii Kapłana (dwukrotnie),
7. po umieszczeniu Cyborium w tabernakulum i zamknięciu go.

- Bicie się w piersi – kapłan wykonuje w tych samych momentach co zgromadzeni.

- Rozłożenie rąk – Celebrans rozkłada ręce podczas odmawiania modlitw mszalnych (Modlitwy nad darami, Modlitwy eucharystycznej, Modlitwy Pańskiej). Gest ten wykonuje Celebrans zwracając się do zgromadzonych wiernych, gdy pozdrawia ich w imieniu Pana oraz uświadamia im obecność Najwyższego.

- Obmycie rąk – symbol obmycia moralnego, dotyczącego czystości od grzechu i niesprawiedliwości. Występuje podczas przygotowania darów (Lavabo).

### Liturgia godzin(Breviarium)
Podczas odmawiania Liturgii Godzin czyni się następujące gesty:
- mały Znak krzyża na ustach podczas odmawiania pierwszego wersetu Wezwania Panie otwórz wargi moje,
- znak krzyża podczas rozpoczynania odmawiania Godziny Czytań, Jutrzni, Modlitwy w ciągu dnia, Nieszporów bądź Komplety, na słowa Boże wejrzyj ku wspomożeniu memu,
- znak krzyża podczas odmawiania Kantyku Maryi na słowa Wielbi dusza moja Pana,
- znak krzyża podczas odmawiania Pieśni Zachariasza na słowa Błogosławiony Pan, Bóg Izraela,
- skłon głowy na słowa Chwała Ojcu...,
- bicie się w piersi podczas aktu pokuty występującego w Komplecie.